# Beobachterstatus
Der Beobachterstatus beschreibt den Zustand einer Person, einem Gremium oder einem Organ nur als Beobachter anzugehören. Diese erfährt, was das Gremium beschließt, und kann auch argumentieren. Jedoch hat sie keine Entscheidungskompetenzen.

## Beobachterstatus bei den Vereinten Nationen
Der Beobachterstatus bei den Vereinten Nationen ist eine Möglichkeit für Staaten, die nicht der UN als Mitglied angehören, sowie für internationale Organisationen, die nicht Teil der UN sind, an der Arbeit der UN mitzuwirken.

### Beobachterstatus bei der Generalversammlung der Vereinten Nationen

#### Staaten
Staaten kann von der Generalversammlung der Beobachterstatus als Nicht-Mitgliedstaat zuerkannt werden. Dies erlaubt es ihnen, als Beobachter an der Arbeit der Generalversammlung teilzunehmen und über eine permanente Beobachtermission im UN-Hauptquartier zu verfügen. Außerdem geht damit die Anerkennung als souveräner Staat einher. Sie haben weder Antrags- noch Stimmrecht, dürfen aber eigene Stellungnahmen abgeben. Zurzeit (2023) verfügen der Heilige Stuhl und Palästina über diesen Status.
Palästinas Status wurde am 29. November 2012 von einer beobachtenden Entität zu einem beobachtenden Nichtmitgliedstaat aufgewertet. Seit 1946, kurz nach der Gründung der Vereinten Nationen am 24. Oktober 1945, bis zu ihrem Beitritt am 10. September 2002 hatte die Schweiz Beobachterstatus bei ebendiesen. Die Bundesrepublik Deutschland (seit 1952) und die Deutsche Demokratische Republik (seit 1972) hatten bis zu ihrem jeweiligen UN-Beitritt im Jahr 1973 diesen Status inne.

#### Nicht-staatliche Akteure
Auch nicht-staatliche Akteure können einen Beobachterstatus bei der Generalversammlung erhalten. Als originäre nichtstaatliche Völkerrechtssubjekte besitzen das Internationale Komitee vom Roten Kreuz, der Heilige Stuhl und der Souveräne Malteserorden den Status eines Ständigen Beobachters bei der Generalversammlung der Vereinten Nationen.
Weitere internationale Organisationen mit den Rechten eines Beobachters bei der Generalversammlung sind z. B. die Europäische Union, die Afrikanische Union, die Organisation für Sicherheit und Zusammenarbeit in Europa, der Europarat, die Arabische Liga oder das Pacific Islands Forum.

### Beobachterstatus bei UN-Organisationen
Die Organisationen der UN können selbst entscheiden, wer als Beobachter an ihrer Arbeit mitwirken darf. Sie entscheiden dies im Rahmen ihrer Organisationshoheit auf Basis ihrer jeweils eigenen Vorgaben.

## Beobachterstatus bei anderen Organisationen
Auch zahlreiche weitere Organisationen kennen einen Beobachterstatus. Die Regelungen hierzu und die genaue Ausgestaltung dieses Status können von Organisation zu Organisation erheblich abweichen.